# Bernhard Höppe

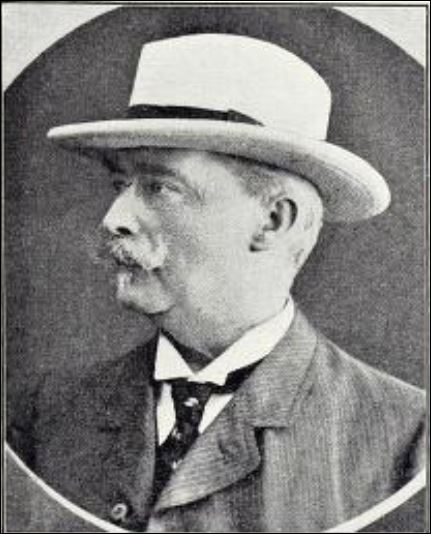
Ferdinand Bernhard Höppe, um 1904

Ferdinand Bernhard Höppe, auch Ferdinand Bernhard Hoeppe oder Ferdinand Bernhard Hoppe (* 20. Februar 1831 oder 1841 in Kleve, Rheinprovinz; † 22. Dezember 1922 in Amsterdam), war ein deutsch-niederländischer Landschaftsmaler und Fotograf.

## Leben
Höppe, Sohn von Johann Kaspar Höppe und seiner Frau Johanna Maria, geborene Boers, erhielt in den Jahren 1851 bis 1854 Zeichenunterricht bei dem Maler Gerrit Arnoldus van Merkesteijn (1825–1858) in Nimwegen. 1862 lebte er in Gorssel bei Lochem, von 1866 bis 1867 als Fotograf in Amsterdam und Rotterdam, 1868 in Venlo, bis 1872 als Zeichenlehrer in Almelo. 1871/1872 besuchte er die Elementarklasse und die Bauklasse der Kunstakademie Düsseldorf. Seine dortigen Lehrer waren Andreas Müller, Ernst Giese, Otto Bruns (1835–1881) und Wilhelm Lotz. Bis 1877 lebte er in Düsseldorf, dann zog er nach Den Haag, wo er 1881 die Witwe Cornelia Jacoba Maria de Jonge (1840–1829) heiratete. 1908 ließen sie sich in Amsterdam nieder. Dort wurde Höppe Mitglied der Künstlervereinigung Arti et Amicitiae.
Höppe malte vor allem Fluss- und Waldlandschaften, oft als Aquarell.